# Стефенс, Альфредо
Альфредо Орасио Стефенс Франсис (исп. Alfredo Horacio Stephens Francis; 25 декабря 1994 года, Панама) — панамский футболист, играющий на позиции атакующего полузащитника. Ныне выступает за клуб «9 октября».

## Клубная карьера
Альфредо Стефенс — воспитанник панамского клуба «Рио-Абахо». 11 августа 2012 года он дебютировал за команду в чемпионате Панамы, выйдя на замену на 41-й минуте в домашнем матче против «Тауро». 14 октября того же года Стефенс забил свой первый гол в лиге, в гостевом поединке против того же «Тауро». В июле 2013 года футболист перешёл в команду «Пласа Амадор», а через год — в «Чоррильо». В июле 2015 года Стефенс на правах аренды перебрался в словацкий клуб ДАК 1904.

## Карьера в сборной
20 мая 2012 года Альфредо Стефенс дебютировал за сборную Панамы в товарищеском матче против сборной Гайаны.

## Статистика выступлений

### В сборной
| Матчи и голы Альфредо Стефенса за сборную Панамы | Матчи и голы Альфредо Стефенса за сборную Панамы | Матчи и голы Альфредо Стефенса за сборную Панамы | Матчи и голы Альфредо Стефенса за сборную Панамы | Матчи и голы Альфредо Стефенса за сборную Панамы | Матчи и голы Альфредо Стефенса за сборную Панамы | Матчи и голы Альфредо Стефенса за сборную Панамы |
| №                                                | Дата                                             | Место проведения                                 | Соперник                                         | Счёт                                             | Голы                                             | Соревнование                                     |
| ------------------------------------------------ | ------------------------------------------------ | ------------------------------------------------ | ------------------------------------------------ | ------------------------------------------------ | ------------------------------------------------ | ------------------------------------------------ |
| 1                                                | 20 мая 2012                                      | Роммель Фернандес, Панама                        | Гайана                                           | 2:0                                              | —                                                | Товарищеский матч                                |
| 2                                                | 6 августа 2014                                   | Национальный стадион, Лима                       | Перу                                             | 0:3                                              | —                                                | Товарищеский матч                                |
| 3                                                | 7 сентября 2014                                  | Коттон Боул, Даллас                              | Коста-Рика                                       | 2:2                                              | —                                                | Центральноамериканский кубок 2014                |
| 4                                                | 12 октября 2014                                  | Коррехидора, Сантьяго-де-Керетаро                | Мексика                                          | 0:1                                              | —                                                | Товарищеский матч                                |
| 5                                                | 8 февраля 2015                                   | Стабхаб Сентер, Карсон                           | США                                              | 0:2                                              | —                                                | Товарищеский матч                                |
| 6                                                | 22 июля 2015                                     | Джорджия Доум, Атланта                           | Мексика                                          | 1:1 (д. 0:1)                                     | —                                                | Золотой кубок КОНКАКАФ 2015                      |
| 7                                                | 25 июля 2015                                     | Пи-пи-эл Парк, Честер                            | США                                              | 1:1 (п. 3:2)                                     | —                                                | Золотой кубок КОНКАКАФ 2015                      |